# Бондаренко, Анатолий Васильевич
Анатолий Васильевич Бондаренко (род. 8 августа 1974, пгт Лысянка, Лысянский район, Черкасская область) — украинский политик, городской голова Черкасс (с 24 ноября 2015).

## Биография
Родился 8 августа 1974 года в пгт Лысянка Лысянского района Черкасской области. В 2005 году окончил факультет «Экономики и управления» Черкасского государственного технологического университета, а в 2012 году — факультет «Экономики и предпринимательства» Уманского национального университета садоводства.
В 1992—1994 гг. служил в Вооруженных Силах Украины в разведывательной роте спецназначения.
После армии работал на Лысянской строительно-торговой базе «Стройматериалы» товароведом (1994—1996), в Лысянском районном доме культуры (1996—1998), заместителем председателя Всеукраинской общественной организации «Лига украинской молодежи» (2001—2002).
На государственной службе с 2002 года на должности председателя Лысянской поселковой рады, председателя Лысянской районной государственной администрации (2005—2006).
В 2007—2010 гг. работал заместителем генерального директора ООО СП «НИБУЛОН». В 2010—2013 гг. вел предпринимательскую деятельность.
В 2014 — ноябре 2015 г. работал помощником-консультантом народного депутата Украины.
С ноября 2015 года — городской голова Черкасс.
Также трижды был избран депутатом Черкасского областного совета. С марта 2010 года возглавляет Черкасскую областную организацию партии Всеукраинское объединение «Батькивщина».

## Уголовное преследование
20 мая 2020 года на пресс-конференции президент Владимир Зеленский, комментируя преждевременное смягчение карантина в Черкассах, назвал Бондаренко бандитом, заявив, что тот имеет 19 уголовных производств.
27 мая мэр Черкасс подал иск против президента Украины. Бондаренко попросил суд взыскать с Зеленского моральный ущерб за унижение чести, достоинства и деловой репутации в размере 1 грн.

## Семья
Женат. Воспитывает трех дочерей. И сына